# АЭС Саус-Тексас
АЭС Саус-Тексас (Саут-Техас) (англ. South Texas Nuclear Generating Station) — действующая атомная электростанция на юге США.  
Станция расположена на берегу реки Колорадо в округе Матагорда штата Техас, в 140 км на юго-запад от Хьюстона. 
Строительство одной из самых современных атомной электростанции США АЭС Саус-Тексас началось в 1975 года, а завершилось только в 1988 году (первый энергоблок). Всего на станции были построены и запущены два одинаковых реактора, относящихся к типу реакторов с водой под давлением конструкции Westinghouse. Мощность каждого из них равняется 1354 МВт. Таким образом, общая мощность АЭС Саус-Тексас равняется 2708 МВт.
На станции планировалась постройка третьего и четвертого энергоблоков – заявка подана еще в 2007 году — с реакторами типа ABWR мощностью 1350 МВт. Их постройка могла увеличить мощность АЭС до 5408 МВт, сделав самой мощной в атомной энергетике США и одной из крупнейших в мире. На момент конца 2015 года окончательного решения о строительстве новых энергоблоков принято не было.

## Инциденты
9 января 2013 года один из реакторов АЭС был остановлен в результате пожара.
В ноябре 2015 года во время проведения плановых ремонтных работ была обнаружена поломка одного из приводов подачи топливных стержней. В результате станция с декабря 2015 года на протяжении, как минимум, 18 месяцев – на такой срок выдано разрешение – будет работать без одного топливного стержня.

## Информация об энергоблоках
| Энергоблок    | Тип реакторов          | Мощность | Мощность | Начало строительства | Физпуск    | Подключение к сети | Ввод в эксплуатацию | Закрытие |
| Энергоблок    | Тип реакторов          | Чистый   | Брутто   | Начало строительства | Физпуск    | Подключение к сети | Ввод в эксплуатацию | Закрытие |
| ------------- | ---------------------- | -------- | -------- | -------------------- | ---------- | ------------------ | ------------------- | -------- |
| Саус-Тексас-1 | PWR, W (4-loop)        | 1280 МВт | 1354 МВт | 22.12.1975           | 08.03.1988 | 30.03.1988         | 25.08.1988          | —        |
| Саус-Тексас-2 | PWR, W (4-loop) DRYAMB | 1280 МВт | 1354 МВт | 22.12.1975           | 12.03.1989 | 11.04.1989         | 19.06.1989          | —        |